# Георги Боев
Георги Боев (на македонска литературна норма: Ѓорѓи Боев) е лекар и политик от Северна Македония.

## Биография
Роден е на 18 юни 1935 година в Охрид. През 1961 година завършва Висшата школа за физическа култура в Белград. През 1981 година завършва магистратура в Медицинския факултет на Скопския университет. Там придобива докторската си степен през 1990 година.
В периода 1962 – 1965 година работи в средно физкултурно училище, а между 1965 и 1978 г. – и във Висшата школа по физическа култура. От 1978 до 1999 г. е редовен професор във Факултета по физическа култура и негов декан от 1997 до 1999 г. Между 1999 и 2001 година е министър на младежта и спорта.